# حیدره دارامام
حیدره قاضی خان (دارامام) روستایی در استان همدان است. این روستا که با ۱۸۰ خانوار جمعیتی بالغ بر ۷۳۰ نفر دارد، در فاصله ۳۰ کیلومتری شهرستان بهار واقع شده و با مرکز استان ۳۵ کیلومتر فاصله دارد. در جاده اصلی از همدان - کرمانشاه نرسیده به روستای آبرومند جاده ای فرعی به سمت روستای سیمین وجود دارد که در ادامه این جاده به دو راهی ختم می‌شود که جاده سمت راست به سمت روستاهای فیسیجان، نورآباد، حصار، وهنان و… امتداد می‌یابد و جاده سمت چپ به روستاهای گوشلان و حیدره قاضی خان منتهی می‌شود.
شغل بیشتر اهالی این روستا کشاورزی و دامداری می‌باشد.

## جمعیت
این روستا در دهستان سیمینه رود (زاغه) قرار دارد و بر اساس سرشماری مرکز آمار ایران در سال ۱۳۹۵، جمعیت آن ۵۳۲ نفر (۱۲۷خانوار) بوده‌است.